# Kostas Vaxevanis
Kostas Vaxevanis - Κώστας Βαξεβάνης (grec) - (Hagia Paraskevi, illa de Lesbos, 6 de maig de 1966) és un periodista grec, propietari i editor de la revista Hot Doc. Es feu conèixer internacionalment arran de la publicació de la llista d'uns 2.059 evasors fiscals i de la seva detenció consegüent.
Va començar la seva carrera de periodista a Rizospastis el 1988. Més endavant treballà en diversos diaris com ara Eleftherotypia, Kathimerini, To Pontiki i To Vima. El 1991, feu de periodista de guerra en zones de guerra pels canals televisius NET i MEGA i així presencià els conflictes bèl·lics que van tenir lloc a Bòsnia, el golf pèrsic, Palestina, el Kurdistan, Albània i Kosovo. A l'abril de 2012, Vaxevanis creà la revista Hot Doc. El 28 d'octubre 2012, després de la publicació d'una llista d'evasors fiscals grecs atribuïda a Christine Lagarde quan era ministra d'economia del govern francès, i ocultada pel govern grec, va ser detingut per la policia del seu país. L'1 de novembre del mateix any va ser absolt per la justícia grega.